# Шанхайская французская концессия
Шанхайская французская концессия (фр. La concession française de Shanghai, кит. упр. 上海法租界, пиньинь Shànghǎi Fǎ Zūjiè) — территория Шанхая, находившаяся под управлением Франции с 1849 по 1946 год.

## История
Шанхайская французская концессия была учреждена 6 апреля 1849 года, когда французский консул в Шанхае Шарль де Мантиньи (Charles de Montigny) получил от шанхайского даотая документ, согласно которому часть территории выделялась под французский сеттльмент. Этот участок земли, где расположены современные шанхайские районы Сюйхуэй и Лувань, занимал центр, юг и запад городской части Шанхая. К юго-востоку от французской концессии находился обнесённый стеной Китайский город, а к северу — Британская концессия (впоследствии вошедшая в Шанхайский международный сеттльмент). Граница между британскими и французскими кварталами проходила по ручью Янцзинбан, впадавшему в реку Хуанпу; впоследствии ручей был засыпан, и по его бывшему руслу прошёл Проспект Эдуарда VII (современная Яньаньская улица).
Главой французской концессии был генеральный консул Франции в Шанхае. Сначала французы принимали участие в работе Муниципального совета Шанхайского международного сеттльмента, но в 1862 году приняли решение о прекращении этой практики, дабы сохранить независимость французской территории. С той поры повседневные вопросы решал Муниципальный административный совет (conseil d’administration municipale).
Для поддержания порядка на территории концессии была учреждена garde municipale. Подобно тому, как англичане использовали для службы в полиции Международного сеттльмента индийцев, французы использовали для поддержания порядка вьетнамцев. В 1850-х годах, во время тайпинского восстания, было создано ополчение — corps voluntaires. В это время, спасаясь от занявших китайскую часть города тайпинов, на территории, находившиеся под иностранной юрисдикцией, перебралось большое количество китайцев.
В 1902 году в концессии начали высаживать вдоль улиц платаны. Так как это было первым появлением данного растения в Китае, китайцы стали называть эту разновидность платанов «французским платаном».
После Октябрьской революции в России в Шанхай хлынул поток русских эмигрантов, и русское население французской концессии выросло с 41 человека в 1915 году до 7 тысяч в 1920-х. Численность русской диаспоры в Шанхае ещё больше увеличилась после того, как японцы оккупировали Маньчжурию; в 1934 году на территории Французской концессии проживало уже 8260 русских. Концентрация русского населения на территории французской концессии привела к тому, что там имеются и православные церкви.
После начала японо-китайской войны японские войска первоначально не стали занимать территорию французской концессии, и туда, как и за 90 лет до этого, хлынули китайские беженцы из китайских районов Шанхая. Однако в 1943 году вишистское правительство Франции объявило о передаче французских концессий в Китае прояпонскому марионеточному китайскому правительству. 5 июня были переданы концессии в Тяньцзине, Ханькоу и Гуанчжоу, а 30 июля — концессия в Шанхае.
По окончании Второй мировой войны потеряли легитимность правовые акты как режима Виши, так и режима Ван Цзинвэя, однако новое французское правительство признало свершившийся факт во французско-китайском соглашении, подписанном в феврале 1946 года. В соответствии с этим соглашением гоминьдановские войска выводились из северной части Французского Индокитая, а Франция отказывалась от прав на концессии и колонии на территории Китая.

## Иллюстрации

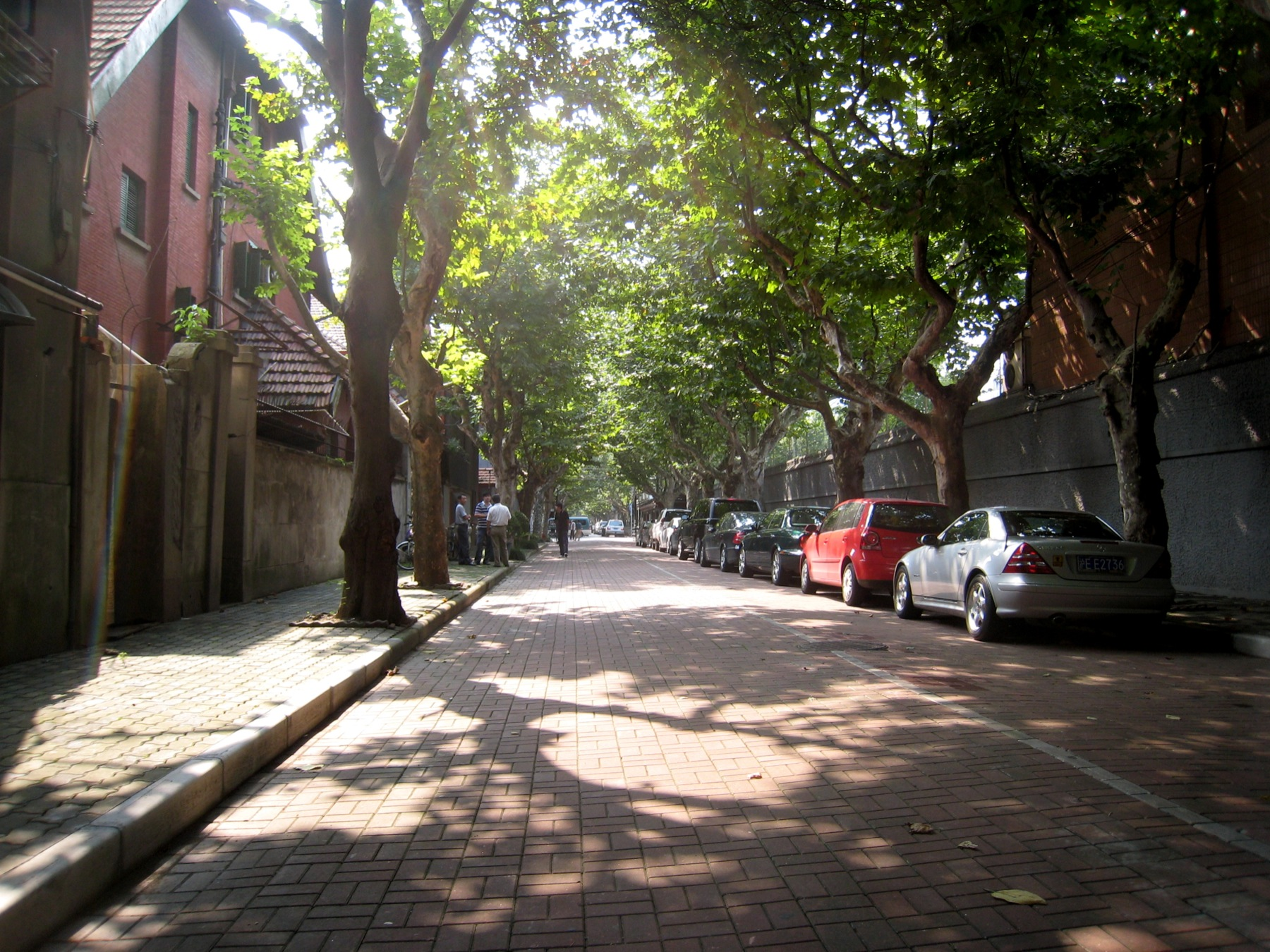
Улица бывшей Французской концессии в Шанхае
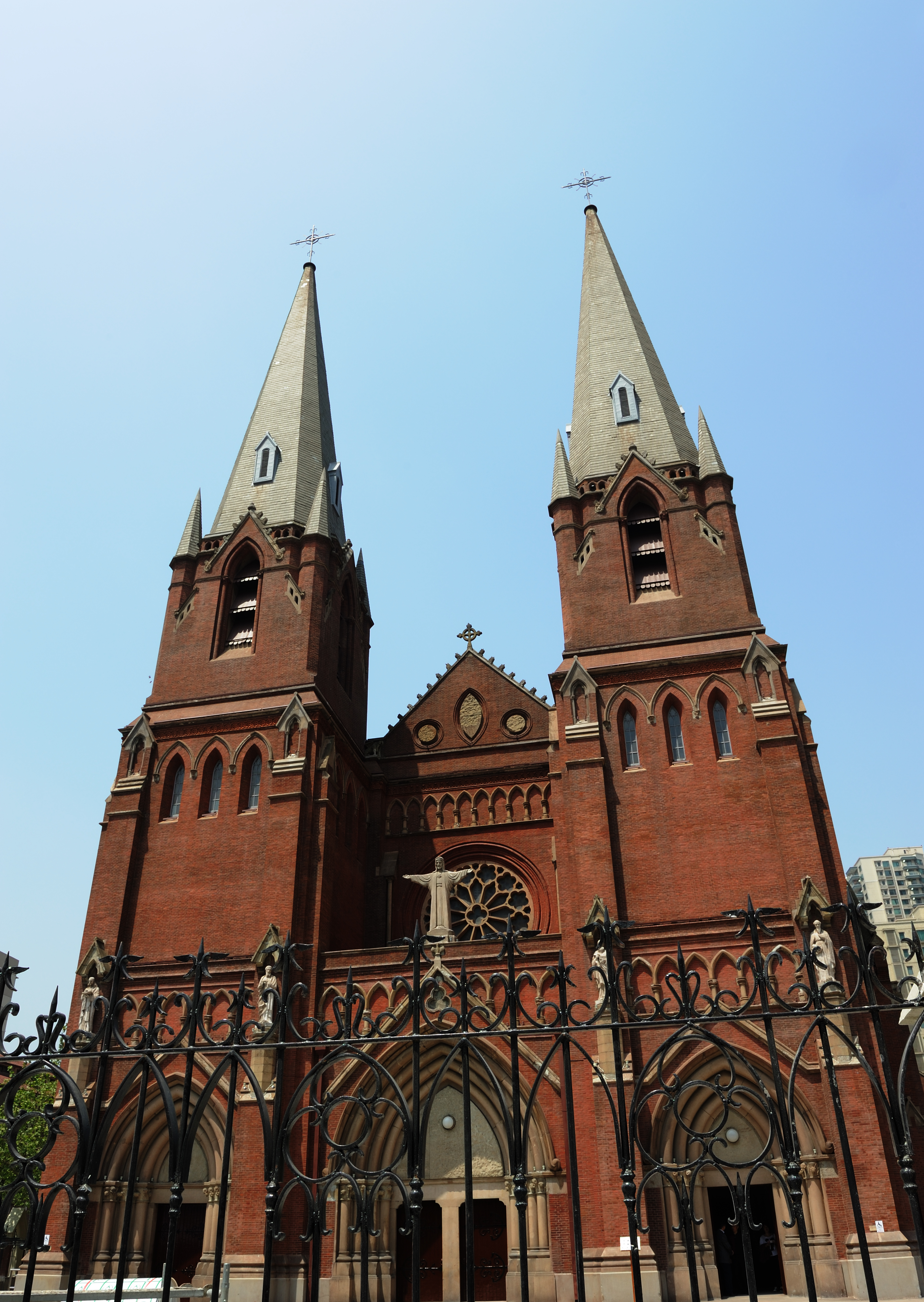
Собор Сюйцзяхуэй на территории бывшей Французской концессии
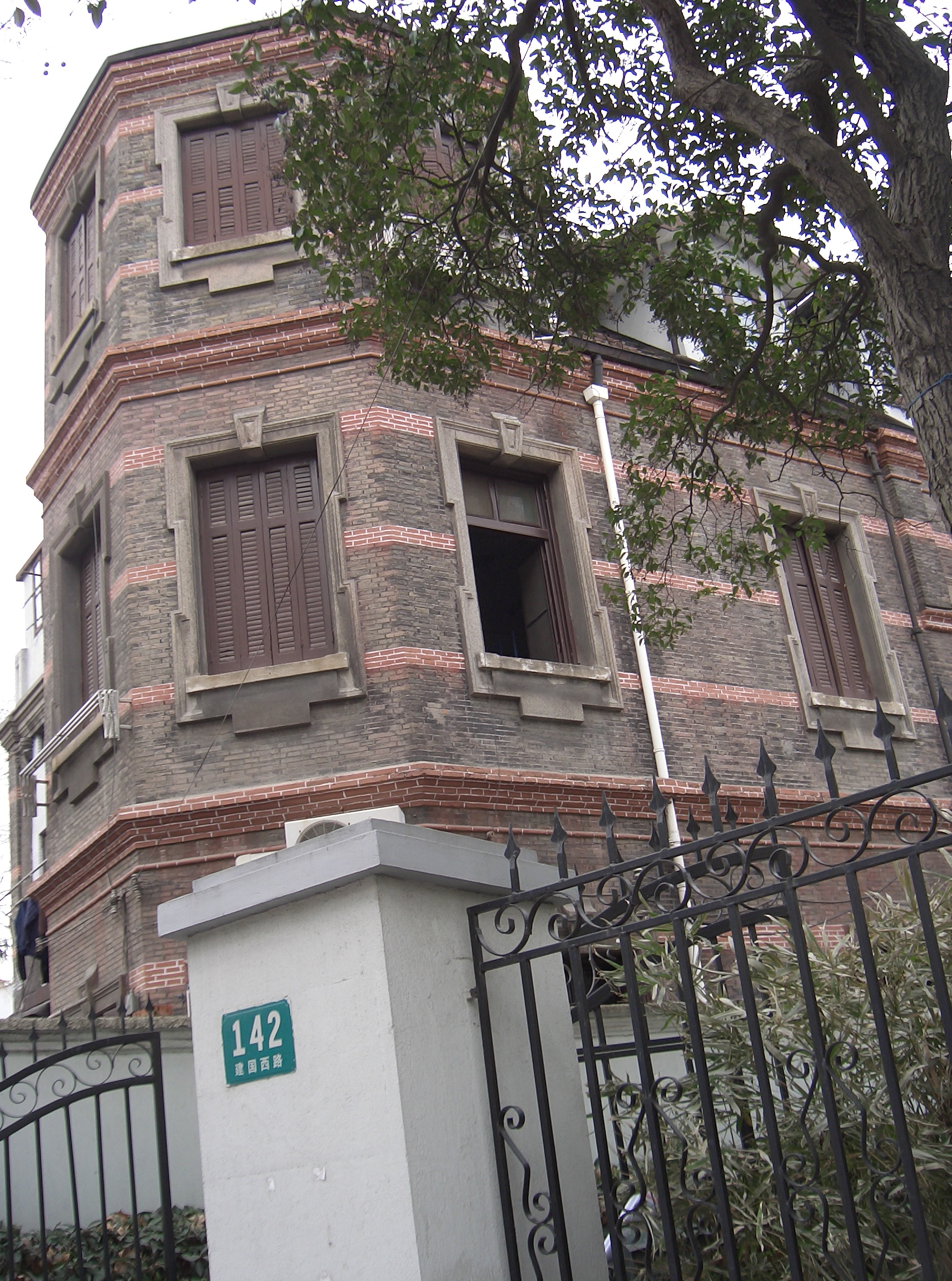
Здание на территории бывшей Французской концессии